# A sziget (film, 2005)
A sziget (eredeti cím: The Island)  2005-ben bemutatott amerikai sci-fi film, melyet Michael Bay rendezett. A főbb szerepekben Ewan McGregor és Scarlett Johansson látható. 
Az Egyesült Államokban 2005. július 22-én került a mozikba. Magyarországon 2005. szeptember 1-jén debütált.
A film 2019-ben játszódik, amikorra már a tudomány olyan szintre fejlődik, hogy képes lesz embereket klónozni. A film stílusa alapvetően biopunk, de cyberpunk elemek is megfigyelhetők benne. A film főleg egy 1979-es B-film, a The Clonus Horror cselekményét dolgozta fel, aminek készítői emiatt pert is indítottak a gyártó DreamWorks ellen, a stúdió végül peren kívül egyezett meg a filmesekkel.

## Cselekmény
|  | Alább a cselekmény részletei következnek! |

Lincoln Hat Echo (Ewan McGregor) és Jordan Kettő Delta (Scarlett Johansson) két klón, akik klóntársaikkal együtt a külvilágtól elszigetelten élnek. Úgy hiszik, hogy „szennyeződés” miatt lettek egy védett helyre evakuálva és hogy az egyetlen hely, amely nem szennyeződött el az atomháborúban, a Sziget, ahova sorsolás útján juthatnak el. Mindez azonban csupán az őket megalkotó cég tevékenységét álcázza. A cég ügyfeleinek „örök életet” kínál, amihez szervdonorokat hoz létre, akik bármilyen baleset vagy betegség esetén felhasználhatók. Természetesen ezt nem tehetik meg anélkül, hogy a klónozási törvényeket megszegnék. Ez a klónozási törvény tiltja tudattal rendelkező létformák létrehozását, még inkább öncélú felhasználását. Ennek ellenére a cég Dr. Merrick (Sean Bean) vezetésével a bevétel érdekében továbbra is klónoz, mert használható szerveket csak így lehet előállítani. Erről persze a külvilágban mit sem tudnak, ahogy az ügyfelek sem sejtik, hogyan lesz voltaképp új szervük szükség esetén. Ha kisorsolnak valakit, az azt jelenti, hogy az ügyfélnek új szervre van szüksége, ami a klón életének végét is jelenti. Lincoln véletlenül rájön, hogy mi vár a kisorsolt társaira, ráadásul most Jordant sorsolták ki, úgyhogy nem tétovázhat: magával együtt a lányt is megszökteti. Dr. Merrick ezért egy profi fejvadászbandát küld a szökevények után Albert Laurent (Djimon Hounsou) vezetésével. Ettől kezdve a két főhős ügyességén és szerencséjén múlik a saját és társaik túlélése.
|  | Itt a vége a cselekmény részletezésének! |

## Szereplők
| Szereplő                      | Színész               | Magyar hang            |
| ----------------------------- | --------------------- | ---------------------- |
| Lincoln 6 Echo / Tom Lincoln  | Ewan McGregor         | Anger Zsolt            |
| Jordan 2 Delta / Sarah Jordan | Scarlett Johansson    | Ruttkay Laura          |
| Albert Laurent                | Djimon Hounsou        | Galambos Péter         |
| Dr. Merrick                   | Sean Bean             | Sinkovits-Vitay András |
| McCord                        | Steve Buscemi         | Epres Attila           |
| Starkweather                  | Michael Clarke Duncan | ?                      |
| Jones 3 Echo                  | Ethan Phillips        | Kerekes József         |
| Gandu 3 Echo                  | Brian Stepanek        | Láng Balázs            |
| Közösségi bemondó             | Noa Tishby            | Náray Erika            |
| Lima 1 Alpha                  | Siobhan Flynn         | ?                      |
| Carnes                        | Max Baker             | Pálfai Péter           |
| Egészségügyi futár            | Glenn Morshower       | ?                      |
| 'Ászok és Pikkek' csapos      | Chris Ellis           | Bolla Róbert           |
| Charles Whitman               | Kim Coates            | Várday Zoltán          |
| Az elnök                      | Tom Everett           | Sebestyén András       |
| Ételosztó                     | Mary Pat Gleason      | Némedi Mari            |
| Suzie                         | Shawnee Smith         | Törtei Tünde           |

## Fogadtatás

### Kritikai visszhang
A film fogadtatása vegyesnek mondható. A Rotten Tomatoes oldalán 40%-ot ért el, 180 (72 pozitív, 108 negatív) kritikából.

### Bevételi adatok
A film 126 millió dollárba került, és az Egyesült Államokban csupán 35,8 millió dollárt hozott. Ez a film volt Michael Bay rendező első bukása a szakértők szerint. A filmet valószínűleg az Egyesült Államokon kívüli bevétel mentette meg az anyagi fiaskótól (127,1 millió dollár). A nemzetközi piacon kimagasló a film dél-koreai bevétele (21,6 millió dollár). A világ mozijaiban a film összbevétele (169,9 millió dollár) csalódásnak mondható a stúdiók szerint. A film bukásáért sokan a sztárok hiányát és a marketinget (Michael Bay rendező a film plakátját) teszik felelőssé.

## Kapcsolódó szócikk
- Klónozás